# Bullockornis planei
Bullockornis planei (лат.) — вид ископаемых птиц семейства Dromornithidae отряда гусеобразных, существовавший в миоцене 16—11,6 млн лет назад в Австралии.
Птица была высотой 2,5 м и весила около 250 кг. До сих пор точно не известно, были ли эти птицы хищниками или травоядными. У булокорниса имелся очень большой клюв, обладавший большой силой. Однако судя по его строению, булокорнис вряд ли был специализированным хищником. Клюв такой формы, как у дроморнисовых в целом и булокорниса в частности, больше подходит для дробления твёрдой растительной пищи, чем для хищничества.